# Bella Paalen

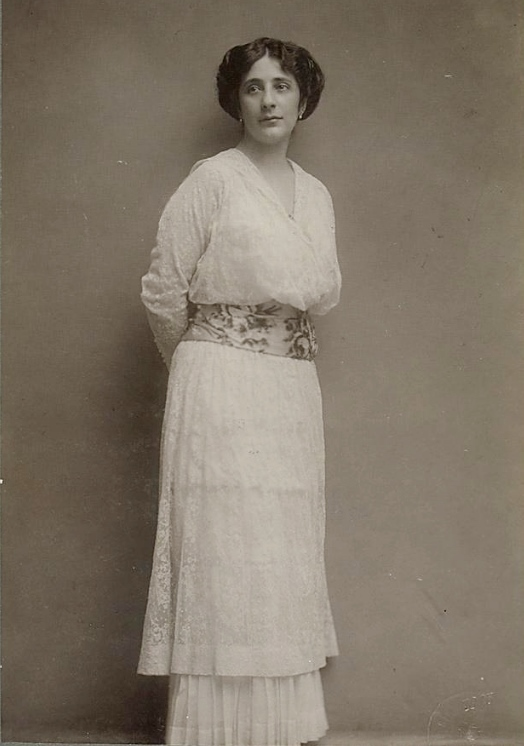
Bella Paalen (um 1915)
Foto: Ludwig Gutmann

Bella Paalen, eigentlich Isabella Pollak (9. Juli oder 9. Dezember 1881 in Pásztó, Österreich-Ungarn – 28. Juli 1964 in New York), war eine österreichisch-US-amerikanische Opernsängerin der Stimmlage Alt. Sie war 31 Jahre lang an der k. u. k. Hofoper in Wien engagiert, der späteren Staatsoper, wurde 1933 dort zur Kammersängerin ernannt und musste nach der Machtergreifung der Nationalsozialisten in Österreich wegen ihrer jüdischen Herkunft das Land verlassen.

## Leben und Werk
Bella Paalen war die Tochter von Ernst Pollak (1851–1935) und Laura Pollak geb. Jamnitz (1858–1935). Der Vater stammte aus Jungbunzlau, die Mutter aus Wien, wo auch ihre beiden Brüder Benno Fred Dolbin (1883–1971) und Otto Friedrich Pollak (1885–1915) geboren wurden. Paalens zweiter Bruder und ihre Eltern starben ebenfalls in Wien. 1912 änderte ihr Bruder Benno Fred seinen Familiennamen in Dolbin.
Sie studierte Gesang bei Rosa Papier-Paumgartner und bei Johannes Ress. 1904 debütierte sie am Düsseldorfer Opernhaus – als Fidès in Meyerbeers Der Prophet. 1905 und 1906 war sie am Stadttheater Graz. Der Wiener Hofoperndirektor und Komponist Gustav Mahler hörte sie in Graz als Solistin seiner 3. Symphonie, war beeindruckt und verpflichtete sie an sein Haus.

### K.u.k. Hofoper in Wien
Von 1. September 1907 bis 1. September 1937 war Bella Paalen Ensemblemitglied der k. u. k. Hofoper bzw. ab 1918 der Wiener Staatsoper. Sie sang dort Hauptrollen, aber auch mittlere, kleine und kleinste Partien. Sie war an zwei Wiener Erstaufführungen beteiligt, 1907 als Kate Pinkerton in Madame Butterfly und 1911 als Annina in Der Rosenkavalier. Diese Rolle wurde in Wien zu ihrer „Glanzrolle“, sie sang die Annina in insgesamt 173 Staatsopern-Vorstellungen.
Sie stand als Amneris in Aida, als Rosalia in Tiefland, als Herodias, als Ortrud, als Klytämnestra und als Ulrica auf der Bühne der Wiener Staatsoper. Sie gehörte zur Besetzung des heute noch als legendär geltenden Wiener Maskenballs im Jahr 1924, mit Richard Tauber als Gustaf III., Mattia Battistini als René Ankarström und den Damen Vera Schwarz (Amelia), Bella Paalen (Ulrica) und Selma Kurz (Oscar). In den 31 Spielzeiten, in denen Paalen an der Wiener Oper engagiert war, stellte sie ihre Vielseitigkeit unter Beweis. Sie gefiel sowohl im schweren Wagner-Fach als auch in deutschen Spielopern und in der Wiener Operette, sie sang souverän das italienische und französische Fach, aber ebenso Werke des slawischen Repertoires. Sie bewährte sich auch als Einspringerin für kleinere und größere Partien. Jeweils einmal übernahm sie die Titelpartie in Carmen, in der sie sonst immer die Mercedes verkörpert hatte, und die Mamma Lucia in Cavalleria rusticana, des Weiteren zweimal die Wigelis in Feuersnot und jeweils einmal die Gertrud in Hans Heiling und überraschenderweise am 17. Jänner 1913 den Steuermann im Fliegenden Holländer, eine Tenorpartie.
Paalen war der Staatsoper im hohen Maß verbunden und wurde 1933 für ihre Leistungen mit dem Titel Kammersängerin ausgezeichnet.

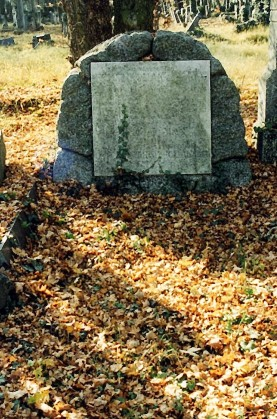
Grabstätte von Bella Paalen

### Gastspiele
Paalen gastierte – parallel zu ihrem Engagement an der Wiener Oper – in Holland, Spanien, England und in der Tschechoslowakei. 1911 und 1912 sang sie beim Amsterdamer Wagner-Verein die Fricka in Die Walküre. 1925 gastierte sie erfolgreich am Royal Opera House Covent Garden in London – in vier Wagner-Partien (als Ortrud, Magdalene, Mary und Fricka) sowie als Annina in Der Rosenkavalier. In den Jahren 1934 bis 1937 sang sie zwei kleinere Partien bei den Salzburger Festspielen, in Der Corregidor von Hugo Wolf und in Elektra von Richard Strauss. Laut Kutsch/Riemens brachten ihr diese Gastspiele „große Erfolge“ ein.

### Emigration und Leben in den Vereinigten Staaten
Da es für Paalen aufgrund ihrer jüdischen Herkunft in Wien nicht mehr sicher war, emigrierte sie 1939 mit Hilfe Lotte Lehmanns in die Vereinigten Staaten. Auch ihr Bruder B. F. Dolbin, ein Pressezeichner, war aus Deutschland in die USA geflüchtet. „Der späte Zeitpunkt ihrer Flucht aus dem Wien der Nationalsozialisten weist darauf hin, daß sie sich wohl durch ihre über 30-jährige Mitgliedschaft an der Wiener Staatsoper geschützt gefühlt hatte.“ Bella Paalen ließ sich, wie ihr Bruder, in New York nieder, konnte allerdings kein Engagement finden. Fortan wirkte sie bis 1959 als Gesangspädagogin. Sie erhielt 1944 die US-amerikanische Staatsbürgerschaft und starb 1964 in New York.
Ihre Grabstätte befindet sich auf dem Alten Jüdischen Teil am Wiener Zentralfriedhof.

## Gedenken

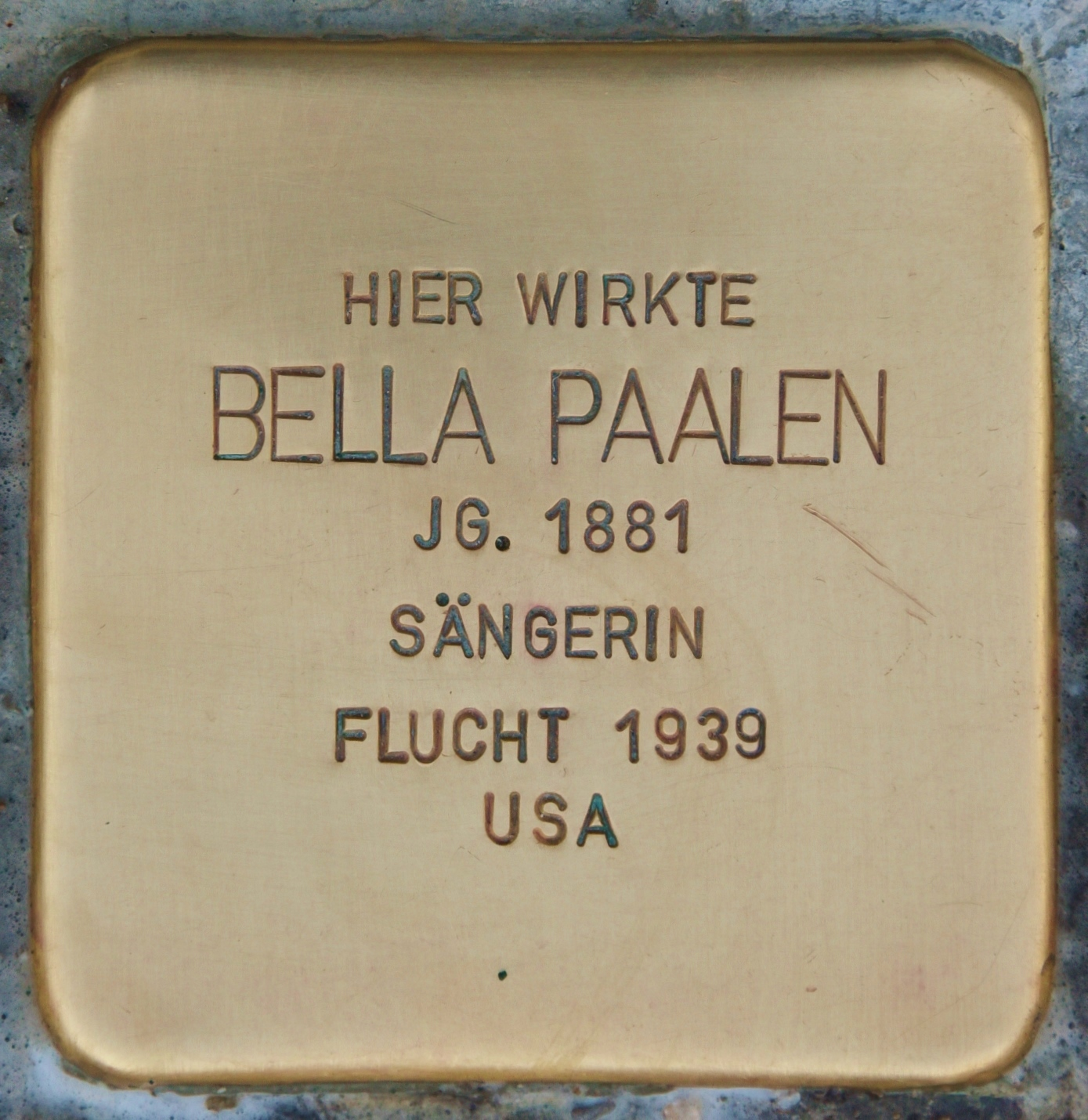
Stolperstein in Salzburg

Am 17. August 2020 wurde durch den Künstler Gunter Demnig vor dem Haus für Mozart in Salzburg ein Stolperstein für Bella Paalen verlegt.

## Rollen (Auswahl)

### Uraufführung
- 1934: Marietta in Bittners Das Veilchen – Wiener Staatsoper, Dirigent: Clemens Krauss (8. Dezember)

### Repertoire
| Bizet: - Mercedes und Titelpartie in Carmen d’Albert: - Rosalia in Tiefland Delibes: - Mistress Bentson in Lakmé Giordano: - Bersi und Gräfin di Coigny in Andrea Chénier Engelbert Humperdinck: - Hänsel und Gertrud in Hänsel und Gretel Kienzl: - Magdalena in Der Evangelimann Lortzing: - Witwe Browe in Zar und Zimmermann - Irmentraut in Der Waffenschmied - Nanette und Gräfin in Der Wildschütz Mascagni: - Mamma Lucia in Cavalleria rusticana Meyerbeer: - Erste Ehrendame in Die Hugenotten - Fidès in Der Prophet - Selika in Die Afrikanerin Millöcker: - Palmatica in Der Bettelstudent Mozart: - Dritte Dame in Die Zauberflöte Puccini - Kate Pinkerton in Madama Butterfly - Äbtissin in Suor Angelica - Zita in Gianni Schicchi Smetana: - Háta und Ludmila in Die verkaufte Braut |  | Johann Strauß: - Prinz Orlofsky in Die Fledermaus Richard Strauss: - Herodias in Salome - Klytämnestra, Dritte Magd, Vertraute und Aufseherin in Elektra - Annina in Der Rosenkavalier - Dryade in Ariadne auf Naxos Tschaikowski: - Larina und Filipjewna in Eugen Onegin - Gouvernante in Pique Dame Verdi: - Ulrica in Ein Maskenball - Giovanna und Maddalena in Rigoletto - Azucena in Der Troubadour - Preziosilla in La forza del destino - Amneris in Aida - Meg Page und Mrs. Quickly in Falstaff Wagner: - Adriano in Rienzi - Mary in Der fliegende Holländer - Venus in Tannhäuser - Ortrud in Lohengrin - Brangäne in Tristan und Isolde - Magdalene in Die Meistersinger von Nürnberg - Fricka, Erda und Floßhilde in Das Rheingold - Fricka und Grimgerde in Die Walküre - Erda in Siegfried - Erste Norn, Zweite Norn und Waltraute in Götterdämmerung - 3. Blumenmädchen / 1. und 2. Gruppe, Zweiter Knappe und Stimme von oben in Parsifal Wolf - Donna Mercedes und Manuela in Der Corregidor Wolf-Ferrari: - Margarita in Die vier Grobiane |

## Tondokumente
- Akustische Aufnahmen auf Pathé, 1910
- Strauss: Der Rosenkavalier Auszüge (Ende des 1. Aktes und Beginn des 2. Aktes), mit Lotte Lehmann, Elisabeth Schumann, Maria Olczewska, Richard Mayr, Hermann Gallos, Viktor Madin, Bella Paalen, Karl Ettl und Aenne Michalsky. Wiener Philharmoniker, Chor der Wiener Staatsoper, Dirigent: Robert Heger, Wien 1934, HMV (3xLP, Mono + Box)
- In der Edition Koch/Schwann erschienen Ausschnitte aus Aufführungen der Wiener Staatsoper, in denen sie unter anderem Magdalene, Herodias, Mary, Annina, Fricka, Grimgerde und eine Norn singt.
- Auf EJS Fragmente aus der Götterdämmerung, Staatsoper Wien, 1935

## Texte
- Worte des Gedenkens. In: Aufbau (New York), Band 13, 21. Februar 1947, Nr. 8. 7, Sp.. c